# Кейт Пентус-Розіманнус
Кейт Пентус-Розіманнус (ест. Keit Pentus-Rosimannus; нар. 3 березня 1976, Таллінн) — естонський політик. Міністр фінансів з 2021 року. Міністр закордонних справ Естонії з 2014 до 2015 року.
Вона вивчала державне управління та політичні науки в університетах Таллінна і Тарту. 1998 року вступила до Партію реформ Естонії. З 2003 по 2005 вона працювала у Таллінні міській адміністрації, протягом двох років вона була главою офісу прем'єр-міністра Естонії Андруса Ансіпа. На виборах 2007 року отримала мандат члена Рійгікогу, очолювала парламентську фракцію. 2011 року знову обрана до парламенту. 5 квітня того ж року стала міністром навколишнього середовища в уряді Ансіпа, продовжила діяльність в уряді Тааві Рийваса. 17 листопада 2014 призначена на посаду міністра закордонних справ.